# Zyprischer Fußballpokal 1979/80
Der Zyprische Fußballpokal 1979/80 war die 38. Austragung des zyprischen Pokalwettbewerbs. Er wurde vom zyprischen Fußballverband ausgetragen. Das Finale fand am 29. Juni 1980 im Makario-Stadion von Nikosia statt.
Pokalsieger wurde Omonia Nikosia. Das Team setzte sich in zwei Finalspielen gegen Alki Larnaka durch, nachdem das erste Endspiel unentschieden endete. Omonia qualifizierte sich durch den Sieg für den Europapokal der Pokalsieger 1980/81.
Alle Begegnungen wurden in einem Spiel ausgetragen. Bei unentschiedenem Ausgang wurde das Spiel um zweimal 15 Minuten verlängert. Stand danach kein Sieger fest, folgte ein Wiederholungsspiel auf des Gegners Platz. Endete auch dies unentschieden, gab es eine Verlängerung und gegebenenfalls ein Elfmeterschießen.

## Teilnehmer
| First Division (15) | First Division (15) | Second Division (14) | Second Division (14) | Third Division (12)                                                                                                  | Third Division (12) |
| --- | --- | --- | --- | --- | --- |
| - Alki Larnaka - AEL Limassol - Anorthosis Famagusta - APOEL Nikosia - Apollon Limassol - APOP Paphos - Aris Limassol - Enosis Neon Paralimni | - EPA Larnaka - Evagoras Paphos - Keravnos Strovolou - Olympiakos Nikosia - Omonia Aradippou - Omonia Nikosia - Pezoporikos Larnaka | - Adonis Idaliou - AEM Morphou - Akritas Chlorakas - ASIL Lysi - Chalkanoras Idaliou - Digenis Akritas Morphou - Ermis Aradippou | - Ethnikos Achnas - Ethnikos Assia - Nea Salamis Famagusta - Neos Aionas Trikomou - Orfeas Nikosia - Othellos Athienou - PAEEK Kyrenia | - AEK Famagusta - AEK Kythreas - Anagennisi Deryneia - Digenis Akritas Ypsona - Doxa Katokopia - ENAD Ayiou Dometiou | - Enosis Neon THOI Lakatamia - Faros Akropolis - Iraklis Gerolakkou - Kentro Neotitas Maroniton - Olimpiada Neapolis - Poseidon Larnaka |

## Vorrunde
In dieser Runde traten alle 12 Teams der Third Division und 6 Teams der Second Division an. Die Spiele fanden am 10. November 1979 statt.
|                            | Ergebnis  |                           |
| -------------------------- | --------- | ------------------------- |
| Akritas Chlorakas          | 3:0       | Olimpiada Neapolis        |
| Doxa Katokopia             | 2:3       | Neos Aionas Trikomou      |
| ENAD Ayiou Dometiou        | 1:1 n. V. | Adonis Idaliou            |
| Iraklis Gerolakkou         | 2:2 n. V. | ASIL Lysi                 |
| Enosis Neon THOI Lakatamia | 2:0       | Faros Akropolis           |
| Poseidon Larnaka           | 1:5       | Kentro Neotitas Maroniton |
| AEK Kythreas               | 1:2       | Anagennisi Deryneia       |
| Digenis Akritas Ypsona     | 1:0       | AEK Famagusta             |
| Chalkanoras Idaliou        | 1:2       | Ermis Aradippou           |

### Wiederholungsspiele
|                | Ergebnis |                     |
| -------------- | -------- | ------------------- |
| Adonis Idaliou | 1:0      | ENAD Ayiou Dometiou |
| ASIL Lysi      | 2:0      | Iraklis Gerolakkou  |

## 1. Runde
Alle 15 Vereine der First Division und 8 weitere Vereine der Second Division stiegen in dieser Runde ein.
|                            | Ergebnis  |                         |
| -------------------------- | --------- | ----------------------- |
| Adonis Idaliou             | 3:0       | Anagennisi Deryneia     |
| AEL Limassol               | 7:1       | Akritas Chlorakas       |
| APOEL Nikosia              | 4:2       | Othellos Athienou       |
| Aris Limassol              | 4:0       | Digenis Akritas Morphou |
| ASIL Lysi                  | 0:2       | Nea Salamis Famagusta   |
| Ethnikos Achnas            | 1:1 n. V. | Alki Larnaka            |
| Ermis Aradippou            | 0:0 n. V. | EPA Larnaka             |
| Evagoras Paphos            | 1:0       | Olympiakos Nikosia      |
| Enosis Neon THOI Lakatamia | 1:3       | AEM Morphou             |
| Kentro Neotitas Maroniton  | 1:0       | APOP Paphos             |
| Omonia Nikosia             | 4:0       | Omonia Aradippou        |
| Orfeas Nikosia             | 1:3       | Apollon Limassol        |
| PAEEK Kyrenia              | 1:3       | Anorthosis Famagusta    |
| Enosis Neon Paralimni      | 5:0       | Neos Aionas Trikomou    |
| Pezoporikos Larnaka        | 6:0       | Ethnikos Assia          |
| Digenis Akritas Ypsona     | 1:2       | Keravnos Strovolou      |

### Wiederholungsspiele
|              | Ergebnis |                 |
| ------------ | -------- | --------------- |
| Alki Larnaka | 4:2      | Ethnikos Achnas |
| EPA Larnaka  | 5:0      | Ermis Aradippou |

## 2. Runde
|                           | Ergebnis  |                       |
| ------------------------- | --------- | --------------------- |
| Adonis Idaliou            | 3:9       | Omonia Nikosia        |
| AEL Limassol              | 1:0 n. V. | Nea Salamis Famagusta |
| AEM Morphou               | 1:5       | APOEL Nikosia         |
| Alki Larnaka              | 1:0       | Enosis Neon Paralimni |
| Apollon Limassol          | 2:0       | Pezoporikos Larnaka   |
| Evagoras Paphos           | 2:1       | Aris Limassol         |
| Keravnos Strovolou        | 3:2       | EPA Larnaka           |
| Kentro Neotitas Maroniton | 0:2       | Anorthosis Famagusta  |

## Viertelfinale
|                      | Ergebnis  |                    |
| -------------------- | --------- | ------------------ |
| Alki Larnaka         | 1:0       | Keravnos Strovolou |
| Anorthosis Famagusta | 2:3 n. V. | AEL Limassol       |
| Apollon Limassol     | 3:0       | APOEL Nikosia      |
| Omonia Nikosia       | 3:0       | Evagoras Paphos    |

## Halbfinale
|                  | Ergebnis  |              |
| ---------------- | --------- | ------------ |
| Apollon Limassol | 0:2       | Alki Larnaka |
| Omonia Nikosia   | 0:0 n. V. | AEL Limassol |

### Wiederholungsspiel
|              | Ergebnis |                |
| ------------ | -------- | -------------- |
| AEL Limassol | 0:1      | Omonia Nikosia |

## Finale
| Paarung        | Omonia Nikosia – Alki Larnaka |
| Ergebnis       | 3:1 (1:0) |
| Datum          | 29. Juni 1980 |
| Stadion        | Makario-Stadion, Nikosia |
| Tore           | 1:0 Andreas Kanaris (43.) 2:0 Christakis Omirou „Mavris“ (55.) 3:0 Andreas Kanaris (76.) 3:1 Marios Panayiotou (89.) |
| Omonia Nikosia | Marios Praxitelous – Nikos Patikis, Antonas Paraskeva, Kleitos Erotokritou, Pampos Kontogiorgis, Kostas Petsas, Christakis Omirou „Mavris“, Filippos Dimitriou, Sotiris Kaiafas, Koulis Erotokritou, Andreas Kanaris.    |
| Alki Larnaka   | Petrakis Saittis – Marios Ioannou, Vasos Violaris, Manolis – Marios Panayiotou, Andreas Mappouras, Kyriakos Pirillos, Panais Nikolaou – Dimitris Panayiotou, Giorgos Andreou-I (65. Giorgos Andreou-II), Nikos Leonidou. |